# 新興駅 (咸鏡南道)
新興駅（シヌンえき、신흥역）は、朝鮮民主主義人民共和国咸鏡南道新興郡新興邑に位置する新興線の駅である。本駅から標準軌区間が終わって狭軌区間が始まる。日本統治時代には、日本の新興駅と漢字が同じなので、咸南新興駅と呼ばれた。

## 隣の駅
新興線
千仏山駅 - 新興駅 - 東興駅